# Енн Данем
Енн Данем Соеторо (англ. Dr. Stanley Ann Dunham Soetoro; 29 листопада 1942 — 7 листопада 1995) —американська науковиця з антропології, спеціалізувалася на розвитку сільського господарства. Доктор філософії з антропології (1992).

## Біографія
Народилася в Канзасі 29 листопада 1942 року. У підлітковому віці жила на острові Мерсер біля Сієтла, Вашингтон. До 21 року жила на Гаваях.
Енн зустріла першого африканського студента Гавайського університету, Барака Обаму-старшого, на заняттях з російської мови. 2 лютого 1961 року одружилася з ним у Мауї, Гаваї.
Вона була матір'ю сенатора Сполучених Штатів і майбутнього президента США Барака Обами.
Померла від раку матки 7 листопада 1995 року у віці 52 років.

## Виноски
1. 1 2  Deutsche Nationalbibliothek Record #140758690 // Gemeinsame Normdatei — 2012—2016.
2. 1 2  Lundy D. R. The Peerage
3. ↑  свідоцтво про народження Барака Обами — 2011.
4. ↑  Ripley, Amanda (9 квітня 2008). The story of Barack Obama's mother. Time. Архів оригіналу за 1 квітня 2012. Процитовано 13 лютого 2009.
5. ↑  Obama, Barack (1995, 2004). Dreams from my father: a story of race and inheritance. New York: Three Rivers Press. с. 9. ISBN 1-4000-8277-3.
Mendell (2007), p. 27.
Glauberman, Stu; Burris, Jerry (2008). The dream begins: how Hawai‘i shaped Barack Obama. Honolulu: Watermark Publishing. с. 25. ISBN 0-9815086-8-5.
Jacobs, Sally (21 вересня 2008). A father's charm, absence; friends recall Barack Obama Sr. as a self-confident, complex dreamer whose promising life ended in tragedy. The Boston Globe. с. 1A. Архів оригіналу за 13 грудня 2013. Процитовано 5 грудня 2008.
6. ↑  Maraniss, David (22 серпня 2008). Though Obama had to leave to find himself, it is Hawaii that made his rise possible. washingtonpost.com. Архів оригіналу за 11 листопада 2013. Процитовано 5 грудня 2008. (online)
Maraniss, David (24 серпня 2008). Though Obama had to leave to find himself, it is Hawaii that made his rise possible. The Washington Post. с. A22. (print)
7. ↑  Maraniss, David (22 серпня 2008). Though Obama Had to Leave to Find Himself, It Is Hawaii That Made His Rise Possible. The Washington Post. Архів оригіналу за 6 листопада 2012. Процитовано 27 жовтня 2008.
8. ↑  Scott, Janny (2008-03-14). A Free-Spirited Wanderer Who Set Obama’s Path. New York Times. Архів оригіналу за 11 грудня 2008. Процитовано 21 березня 2008.